# Chamaeleo brevicornis
Chamaeleo brevicornis är en ödleart. Chamaeleo brevicornis ingår i släktet Chamaeleo och familjen kameleonter. Utöver nominatformen finns också underarten C. b. tsarafidyi.